# Mario Firinaiu
Mario Firinaiu (Berchiddeddu, 1939) è un cantante italiano, esponente del canto sardo a chitarra, della seconda generazione, aveva seguito il metodo di canto di Mario Scanu ed in parte anche di Francesco Cubeddu.

## Biografia
Iniziò a esibirsi fin da ragazzo, nel 1951, nel suo paese natale in compagnia di grandissimi cantadores, come Luigino Cossu e Mario Scanu. L'anno successivo cantò con Leonardo Cabizza e  Ciccheddu Mannoni, accompagnato alla chitarra da Nicolino Cabitza. Il suo esordio ufficiale avverrà nel 1969 a Cheremule, in compagnia di Giovannino Casu e di Alessandro Fais accompagnati dal chitarrista Pietro Fara.
Nel 1971 a Ozieri vince il titolo di Usignolo della Sardegna.